# Odontostilbe pequira
Odontostilbe pequira är en fiskart som först beskrevs av Franz Steindachner 1882.  Odontostilbe pequira ingår i släktet Odontostilbe och familjen Characidae. Inga underarter finns listade i Catalogue of Life.